# Acid Betty
Jamin Ruhren (nacido el 10 de diciembre de 1977), más conocido por el nombre artístico de Acid Betty, es una drag queen, intérprete, actor y cantante estadounidense. Saltó a la fama nacional después de competir en la octava temporada de RuPaul's Drag Race en 2016.

## Primeros años
Ruhren fue a su primer club de drag cuando tenía 17 años, donde vio actuar a Raja. Él es judío.

## Carrera
Antes de su aparición en RuPaul's Drag Race, Betty fue invitada a un episodio de la quinta temporada de Project Runway, en 2008, donde RuPaul fue el juez invitado. En 2009, Betty participó en la película An Englishman in New York con John Hurt. En 2010, apareció en la serie web documental de ocho episodios, Queens of Drag: NYC con Peppermint, Bianca Del Rio y Mimi Imfurst. Se desempeñó como cabecilla en el Lincoln Center del "Rock and Roll Circus" de la ciudad de Nueva York en 2011.
Betty fue anunciada como una de las doce concursantes en la octava temporada de RuPaul's Drag Race el 1 de febrero de 2016. Fue eliminada en el episodio cinco después de tener un mal desempeño en el desafío del Snatch Game, y luego perder en el lyp sinc con Causing a Commotion de Madonna contra Naomi Smalls.
Después del programa, Betty hizo un cameo en The Path en 2018.
En julio de 2020, Betty apareció en Drive N 'Drag, un espectáculo de drag en drive-in.
Acid Betty fue anunciada como participante en la Decima temporada de RuPaul's Drag Race: All Stars a estrenarse el 9 de mayo de 2025.

### Música
En noviembre de 2011, Betty apareció en el video musical Unzip Me de Cazwell. Betty lanzó su primer sencillo, Ruthles, el 1 de marzo de 2012. Su segundo sencillo, Fantasy, fue lanzado el 15 de mayo de 2016. En el video musical aparecen también las finalistas de la octava temporada, Kim Chi y Bob The Drag Queen. Un tercer sencillo, Acid (Drop), estuvo disponible tres días después.

## Vida personal
Ruhren vive en Brooklyn, Nueva York.

## Filmografía

### Cine
| Año  | Título                    | Papel    |
| ---- | ------------------------- | -------- |
| 2009 | An Englishman in New York | Él mismo |

### Televisión
| Año  | Título                        | Papel       | Notas         |
| ---- | ----------------------------- | ----------- | ------------- |
| 2008 | Project Runway                | Él mismo    | Invitado      |
| 2016 | RuPaul's Drag Race            | Concursante | Octavo puesto |
| 2025 | RuPaul's Drag Race: All Stars | Concursante | TBA           |

### Vídeos musicales
| Año  | Título   | Artista  | Notas |
| ---- | -------- | -------- | ----- |
| 2011 | Unzip Me | Cazwell  |       |
| 2012 | Ruthless | Él mismo |       |

### Series web
| Año  | Título                       |
| ---- | ---------------------------- |
| 2010 | Queens of Drag: NYC          |
| 2016 | RuPaul's Drag Race: Untucked |
| 2016 | Bus Buddies                  |
| 2018 | Out of the Closet            |
| 2018 | Hey Qween                    |
| 2020 | The Pit Stop                 |

## Discografía

### Singles
| Año  | Título      |
| ---- | ----------- |
| 2012 | Ruthless    |
| 2016 | Fantasy     |
| 2016 | Acid (Drop) |